# Веприк (притока Псла)
Ве́прик — річка в Україні, в межах  Зіньківського та Гадяцького районів Полтавської області. Ліва притока Псла (басейн Дніпра).

## Опис
Довжина річки 17 км, площа басейну 200 км². Долина переважно глибока, вузька і розгалужена. Річище слабозвивисте, часто пересихає. Споруджено декілька ставків.

## Розташування
Веприк бере початок неподалік від села Удовиченки. Тече спершу на південний захід, у середній течії — на захід, між селами Тепле і Веприк — на північ, у пригирловій частині — на північний захід. Впадає до Псла біля північно-західної околиці села Веприка. 
Притоки: Сільчин (ліва).

## Джерело
- За ред. А.В. Кудрицького. Полтавщина : Енцикл. довід.. — К. : УЕ, 1992. — С. 1024. — ISBN 5-88500-033-6.
- Словник гідронімів України — К.: Наукова думка, 1979. — С. 96 (Веприк № 1)
- «Каталог річок України». — К. : Видавництво АН УРСР, 1957. — С. 112. — (№ 1914).

| Річка | Це незавершена стаття про річку. Ви можете допомогти проєкту, виправивши або дописавши її. |